# チャンピオンへの道
『チャンピオンへの道』（原題：Flesh & Blood）は、アメリカ合衆国のテレビ映画。原作はピート・ハミルの自伝的小説『ボクサー』（1977年発表）。
アメリカ合衆国ではCBSで、1979年10月15日にパート1、10月16日にパート2が放送された。日本では『チャンピオンへの道』のタイトルで1984年9月1日からMBSで放映された）。

## あらすじ
ブルックリン郊外で育った青年、ボビー・ファロン（トム・ベレンジャー）は定職にも就かず、友人のカーク（デンゼル・ワシントン）と共にチンピラのような生活を送っていた。ある晩、カークと飲んでいたボビーは、酒場を訪れた警官の職務質問に反抗し、暴行を働いてしまう。2人は逮捕され、やがて2年の服役を命じられる事になる。
彼らが入所した刑務所には、ボクシング・プログラムという厚生施設があった。ボビーは、カークの勧めもあって、ボクシングの練習をし始める。元々彼は運動神経は良いのだが、愛情に飢えているが為に狂暴性を押さえられず、自分の能力を制御出来ずにいた。それには大きな理由があった。
ボビーの父親ジャック（ミッチェル・ライアン）は、彼が5歳の時に弟を連れて蒸発しており、その後は母親に育てられていた。幾分か過保護な母親のケイト（スザンヌ・プレシェット）は、学校を嫌ったボビーを11歳まで勉強させなかった。ボビーはなぜ父親が、自分ではなく、弟を連れて行ったのかというジレンマと、母親の過剰な愛情に取り付かれていたのだった。
外ではチンピラだった彼だが、母にはいつも素直であった。しかし母の愛情は、時に屈折した所もあった。母は弟と父親に向ける愛情を、ボビーに注いでいるかのようだった。彼はいつも母親が自分に対して、優秀だった弟の代わりの様な眼差しをすることにイラついていたのだ。彼はその全てを、ボクシングで発散するしかなかった。セコンドについてくれたカークは、そんな彼を励ます唯一の友人だった。
施設に教えに来ていたトレーナーのガス・カプート(ジョン・カサベテス)は、ボビーにボクシングの才能を見出し、彼なら世界を目指せるのではないかと考える。そして、彼が出所するまでボクシングの基礎を叩き込むのだった。
出所後、ボビーは、ガスのボクシングジム『インペリアル・スポーティング・クラブ』に顔を出す。ガスは彼を世界チャンピオンにするため、ジムに迎え入れるのだった。ボビーは、母親の過剰な愛情に悩まされながらも、自分自身を見出す為に練習に打ち込む。
やがて、彼は若きヘビー級のボクサーとして成功を収めるのだが、そこに蒸発していた父親が現れる。

## キャスト
| 役名                   | 俳優                     | 日本語吹替 |
| ---------------------- | ------------------------ | ---------- |
| ボビー・ファロン       | トム・ベレンジャー       |            |
| ケイロ・ファロン       | スザンヌ・プレシェット   |            |
| ジャック・ファロン     | ミッチェル・ライアン     |            |
| ガス・カプート         | ジョン・カサベテス       |            |
| ミシェル・ゴードン     | クリスティン・グリフィス |            |
| カーク                 | デンゼル・ワシントン     |            |
| コリガン軍曹           | ピーター・ホブス         |            |
| ウォーカー・ルイス     | ボブ・ミラー             |            |
| チャーリー             | ジャック・レイダー       |            |
| ビッグ・ムーニー       | スタック・ピアース       |            |
| ジョー・ジョルゲンソン | バート・レムゼン         |            |
| ウッディ・ショウ       | ジーツ・カンブーカ       |            |
| トンプソン             | ドルフ・スウィート       |            |
| ベルホップ             | ルカ・ベルコヴィッチ     |            |
| フレディ               | アンソニー・チャルターノ |            |
|                        | パット・コーリィ         |            |